# Ambasada Egiptu przy Stolicy Apostolskiej
Ambasada Egiptu przy Stolicy Apostolskiej – misja dyplomatyczna Arabskiej Republiki Egiptu przy Stolicy Apostolskiej. Ambasada mieści się w Rzymie, w pobliżu Watykanu.
Stolica Apostolska i Egipt nawiązały stosunki dyplomatyczne w 1947.